# Heinrich Gottfried Wilhelm Daniels

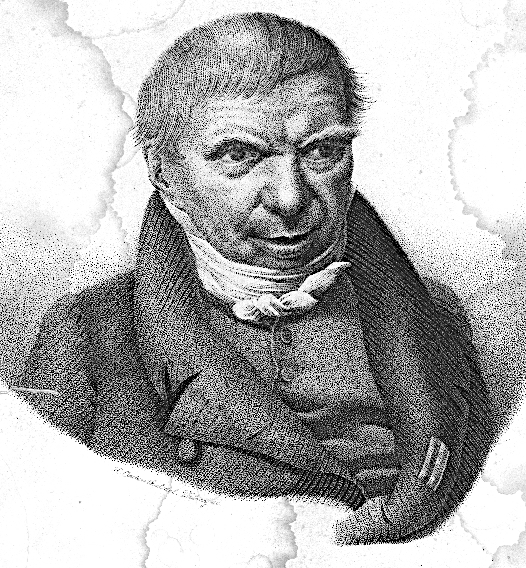
Heinrich Gottfried Wilhelm Daniels

Heinrich Gottfried Wilhelm Daniels (* 25. Dezember 1754 in Köln; † 28. März 1827 ebenda) war ein deutscher Jurist, der als Hochschullehrer, Richter und Autor in der Franzosenzeit und im preußischen Rheinland Bedeutendes geleistet hat.

## Leben

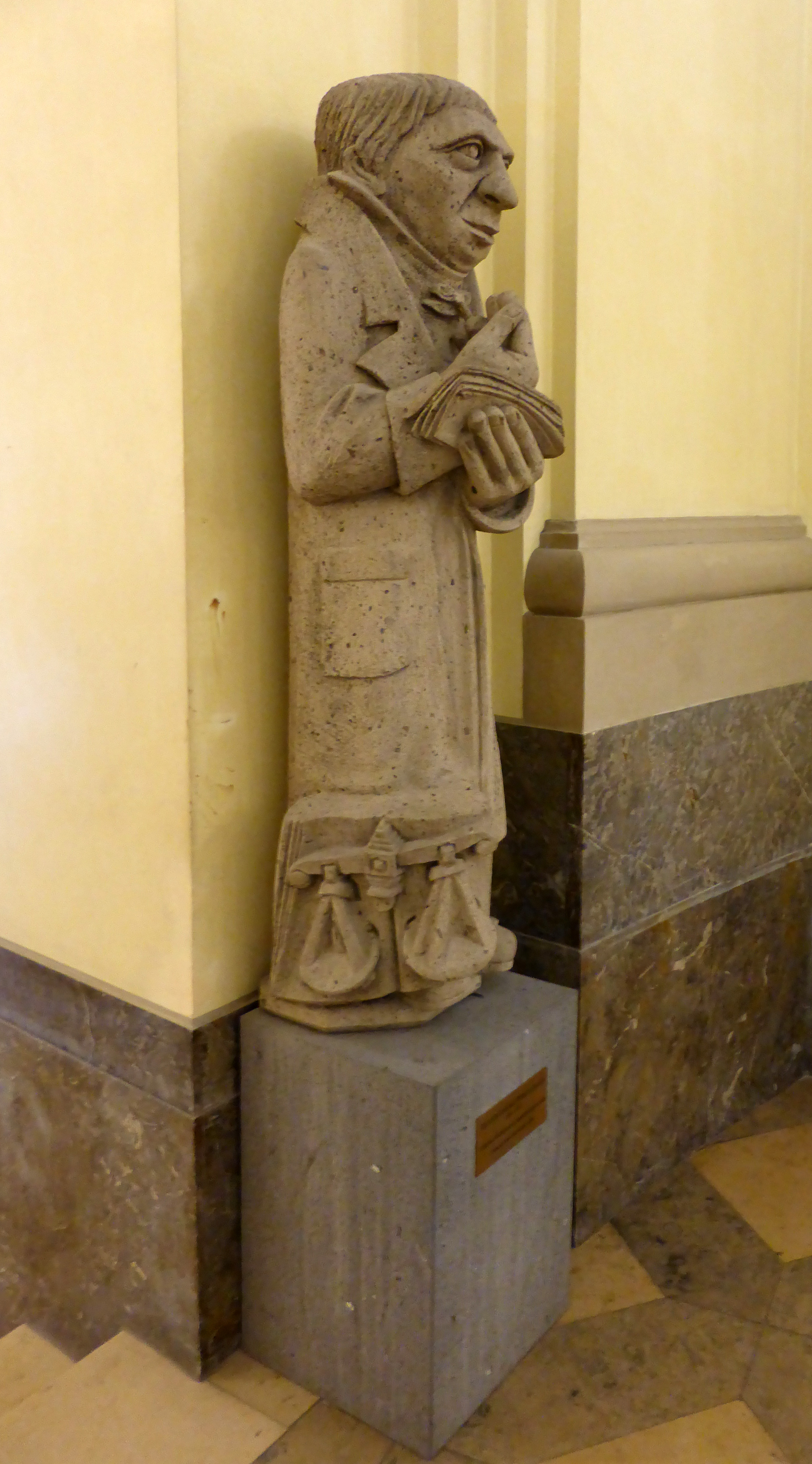
Heinrich Gottfried Wilhelm Daniels-Statue im Oberlandesgericht Köln vom Bildhauer Johann Peter Schilling.

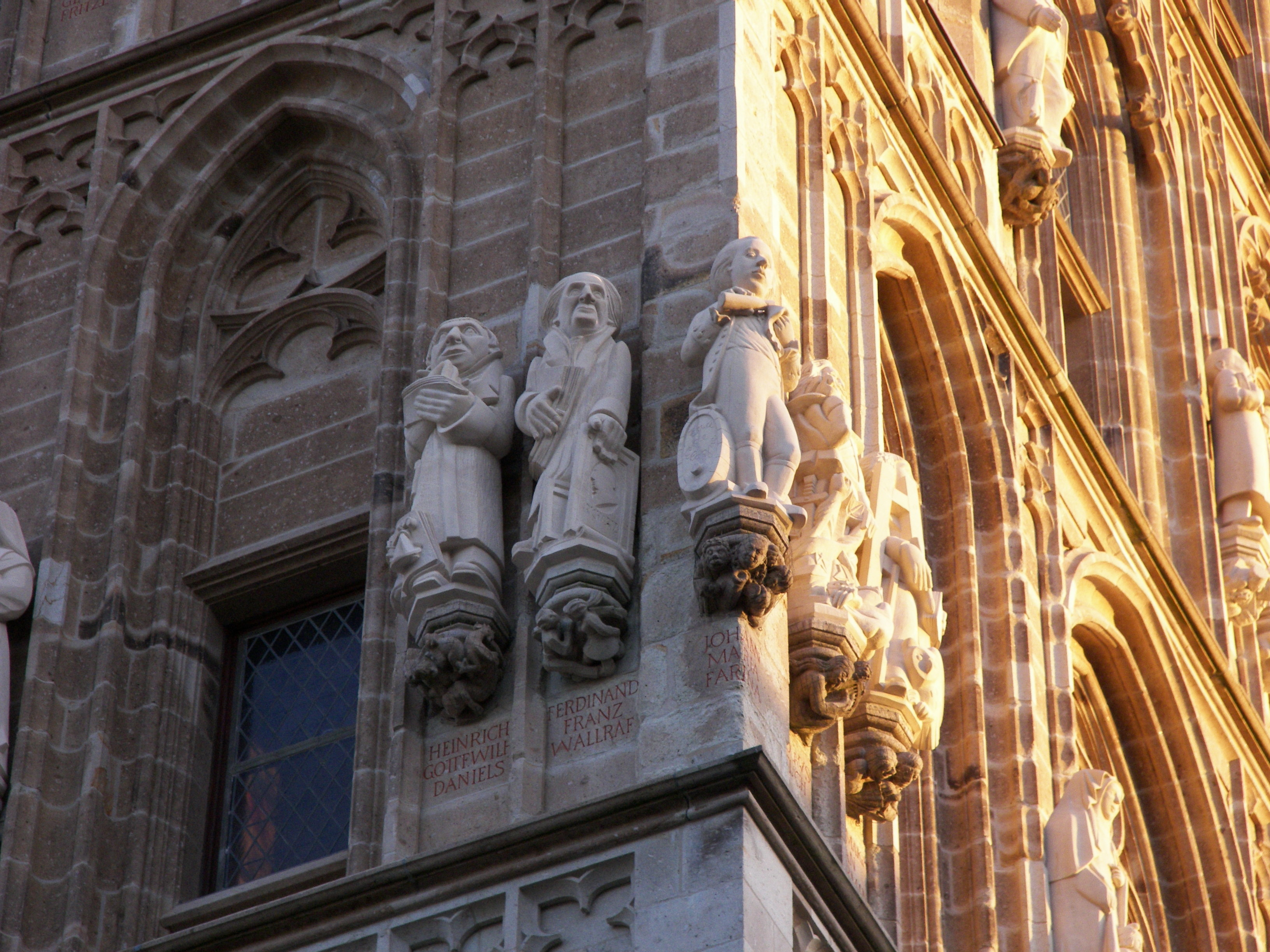
Daniels-Statue (links) am Rathausturm

Daniels stammte aus einfachen Verhältnissen, sein Vater war Schneidermeister. Dennoch konnte er die damalige Hochschule in seiner Heimatstadt besuchen. Dort studierte er Artes liberales, wurde 1769 Lizenziat und ein Jahr später Doktor der Philosophie. Zu dieser Zeit war sein Interessenschwerpunkt die Mathematik, er studierte aber auch Rechtswissenschaften.
1775 wurde er zum Doktor beider Rechte promoviert und im November als Advokat beim siebenköpfigen Kurkölnischen, juristischen Dikasterium in Bonn zugelassen. Der Kurfürst Maximilian Franz von Österreich berief ihn 1780 ins Kölner Appellationscommissariat, 1783 auf eine Professur an der Bonner Akademie, 1786 zum Hofrat und 1792 zum Mitglied des Oberappellationsgerichtshofes in Bonn. Nach dem Einmarsch der Franzosen wurde er zum Mitglied des Obertribunals des Département de Rhin-et-Moselle in Bonn ernannt. Weil er aber 1797 den Eid verweigerte und 1798 die Universitäten aufgehoben wurden, stand er ohne Ämter da. Im selben Jahr wurde er aber bereits als Rechtslehrer in die neue Kölner Zentralschule, der Nachfolgerin der Universitäten, berufen bis zu deren Auflösung 1802 (Nachfolge Rechtsschule in Koblenz 1806). Während dieser Zeit übersetzte er den Code Napoléon (publiziert 1805), zudem hielt er Privatvorlesungen.
Am 26. November 1802 nahm er im Vorgriff auf den Reichsdeputationshauptschluss vom 25. Februar 1803, demzufolge das Vest Recklinghausen an das Herzogtum Arenberg-Meppen fiel, als Syndikus des Herzogs von Arenberg das Vest in Besitz.
Während des Besuches von Kaiser Napoleon im Kanton Köln 1804 wurde Daniels zum stellvertretenden (Substitut) Generalprokurator an den Kassationshof in Paris berufen. Diese Stelle trat er 1805 an. 1813 wurde er als Generalprokurator an den Appellhof in Brüssel versetzt. Nach den Befreiungskriegen trat er 1817 in preußische Dienste und wurde nach kurzer Zeit in Berlin, in der er sich als Mitglied des Preußischen Staatsrats für die Beibehaltung des progressiven Französischen Rechts im Rheinland einsetzte, 1819 zum ersten Präsidenten des Rheinischen Appellationsgerichtshofes in Köln ernannt.
Daniels war der elf Jahre ältere Bruder des Mainzer Jakobiners und Arztes Peter Joseph Daniels. Heinrich Daniels starb 1827 im Alter von 72 Jahren. Die Familiengrabstätte befindet sich auf dem Kölner Melaten-Friedhof.

## Besitzungen
Am 4. April 1807 ließ Daniels durch das Lütticher Maklerbüro Defay & Minette den im Jahre 1802 säkularisierten Fischenicher Fronhof des Kölner Stifts St. Maria im Kapitol für 54.000 Franken ersteigern. Zum Gut gehörten 64,5 Hektar Land. Daniels blieb bis zu seinem Ableben Eigentümer des Hofes.
1811 erwarb Daniels die Burg Metternich. Sie wurde nach dessen Tod von seiner Tochter wieder veräußert.

## Nachleben
Nach Gottfried Daniels wurde in Köln-Neuehrenfeld eine Straße benannt. Seine Figur gehört auch zum Figurenprogramm am Turm des Kölner Rathauses.

## Schriften
- De Adhaeredatione Et Insinuatione Contractuum Judiciali Praecipue Secundum Statuta Et Mores Electoratus Et Urbis Coloniensis Dissertatio. Abshoven, Johann Friedrich, Bonn 1784 (Digitalisat)
- Sacrosancti Concilii Tridentini Versionem Vulgatam Latinam Authenticam Pronuntiantis. Ex Typographia Universitatis, Coloniae 1785 (Digitalisat)
- Gesetze über die Erbfolge, Schenkungen und Testamente in Frankreich. Keil, Cöln 1805 (Digitalisat).
- Vorlesungen des Herrn Geheimen Staatsraths Daniels über das Statutar Recht von Khur Köln, Stadt Köln und Jülich und Berg, im Jahre 1800 zu Köln gehalten: eine Vorlesungsnachschrift (Universitäts- und Stadtbibliothek Köln 5 P 233). LIT Verlag Münster, 2008 (Hrsg. v. Christoph Becker)